# Schwarzheide
Schwarzheide is een plaats in de Duitse deelstaat Brandenburg, gelegen in de Landkreis Oberspreewald-Lausitz.

## Geografie
Schwarzheide heeft een oppervlakte van 33,23 km² en ligt in het oosten van Duitsland.

## Demografie
- Ontwikkeling van de bevolking sinds 1875 binnen de huidige grenzen (blauwe lijn: Bevolking; stippellijn: Vergelijking van de ontwikkeling van de bevolking van de deelstaat Brandenburg, Grijze achtergrond: tijdens de nazi-regering, Rode achtergrond: tijdens de communistische regering)
- Recente ontwikkeling van de bevolking (blauwe lijn) en prognoses (stippelijn)

| Jaar | Inwoners |
| ---- | -------- |
| 1875 | 983      |
| 1890 | 1 175    |
| 1910 | 2 145    |
| 1925 | 3 638    |
| 1939 | 5 898    |
| 1950 | 8 287    |
| 1964 | 8 169    |

| Jaar | Inwoners |
| ---- | -------- |
| 1971 | 8 570    |
| 1981 | 9 920    |
| 1985 | 9 262    |
| 1990 | 8 936    |
| 1995 | 7 881    |
| 2000 | 7 203    |
| 2005 | 6 555    |

| Jaar | Inwoners |
| ---- | -------- |
| 2010 | 6 053    |
| 2015 | 5 795    |
| 2016 | 5 711    |
| 2017 | 5 679    |
| 2018 | 5 652    |
| 2019 | 5 635    |
| 2020 | 5 568    |

Gegevensbronnen worden beschreven in de Wikimedia Commons..
Altdöbern ·
Bronkow ·
Calau ·
Frauendorf ·
Großkmehlen ·
Großräschen ·
Grünewald ·
Guteborn ·
Hermsdorf ·
Hohenbocka ·
Kroppen ·
Lauchhammer ·
Lindenau ·
Lübbenau ·
Luckaitztal ·
Neu-Seeland ·
Neupetershain ·
Ortrand ·
Ruhland ·
Schipkau ·
Schwarzbach ·
Schwarzheide ·
Senftenberg ·
Tettau ·
Vetschau/Spreewald